# XF2R (航空機)
XF2R ダークシャーク
XF2R-1
- 用途：戦闘機
- 製造者：ライアン・エアロノーティカル社
- 初飛行：1946年11月
- 生産数：1機
- 運用状況：試作のみ

XF2R ダークシャーク（Ryan XF2R Dark Shark）は、アメリカ海軍向けに製作された実験機であり、ターボプロップエンジンとターボジェットエンジンの2種類のエンジンを搭載した複合動力機である。

## 概要
本機はライアン・エアロノーティカル社が1944年から1945年にかけて開発した複合動力戦闘機であるFR ファイアボールを基に、ファイアボールのライト R-1820"サイクロン" 空冷星型9気筒レシプロエンジン（出力：1,425／1,500馬力）をゼネラル・エレクトリック T31 ターボプロップエンジン（2,300 軸馬力（13,000 rpm.回転時）に換装し、ハミルトン・スタンダード社製4翅型プロペラブレードとしたもので、ターボプロップエンジンへの変更により性能はファイアーボールに比べてかなりの改善を見せたが、その時点でアメリカ海軍は複合動力戦闘機という概念を諦め、全ジェット動力のターボジェット戦闘機へ移行していたため、本機にはほとんど興味を示さなかった。
しかし、当時同様のコンセプトのコンベア XP-81戦闘機を評価していたアメリカ空軍は本機に多少の興味を示し、ライアン社にXF2R-1で使用していたゼネラル・エレクトリック J31 ターボジェットエンジン（推力：1,650 lbf(7.33 kN）をウェスティングハウス J34 ターボジェットエンジン（推力：3,000 lbf(13.35 kN) へ換装するように依頼した。
エンジンを換装した機体にはXF2R-2の形式番号が与えられ、-2は-1の試作機の主翼前縁にあった空気吸入口を前部胴体側面に設けたNACAダクトに変更し、-1の試作機を改装して製作された。この改造によってダークシャークの性能は期待通りに向上し、有用な機体であることは認識されたが、本機の開発中にアメリカ空軍は「全ジェット動力機の方が総合的に見て性能で優れている」として戦闘機の全ジェット化を進めることを決定していたため、XF2Rの開発が試作段階以降へ進むことはなかった。

## 諸元

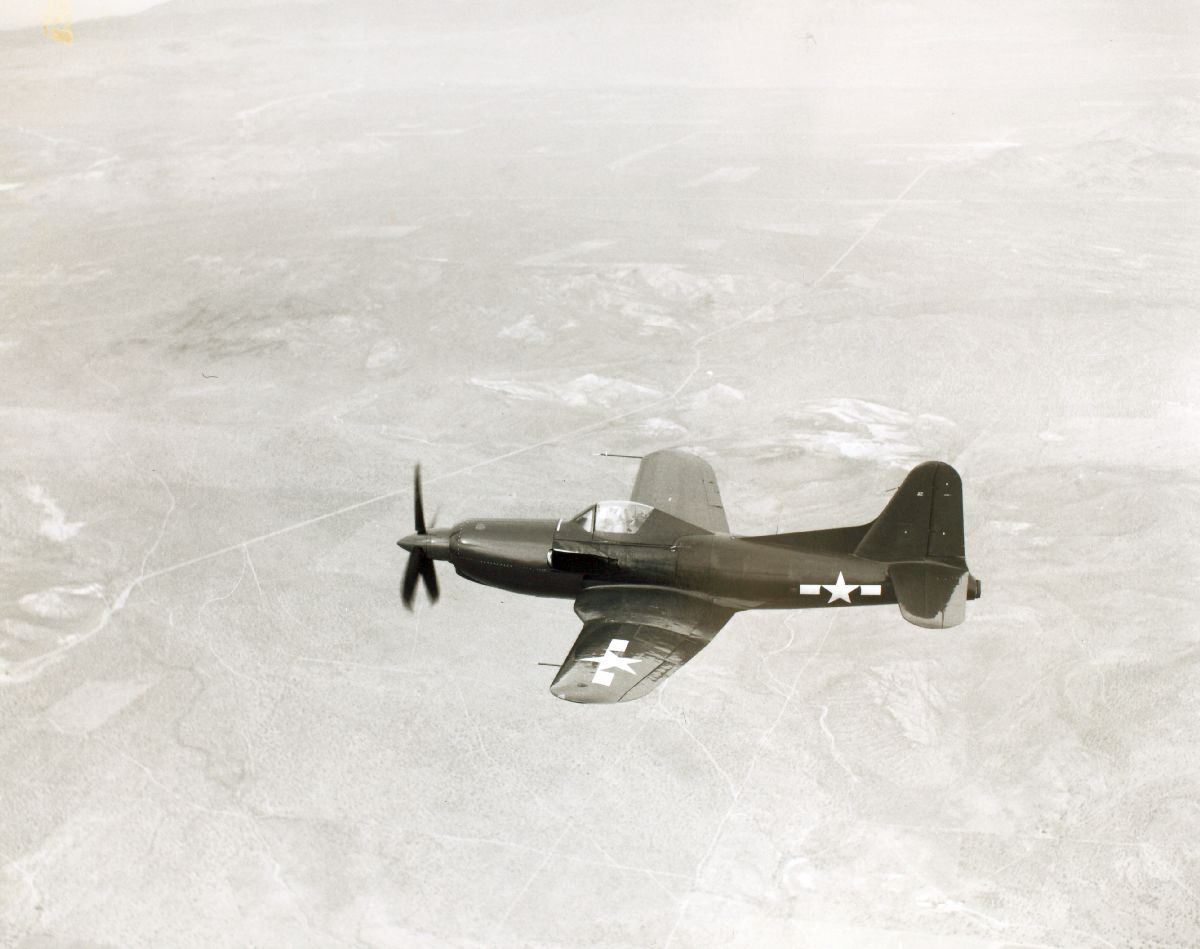
飛行中のXF2R-1

出典：The Complete Book of Fighters

※XF2R-1のもの
- 乗員：1名
- 全長：10.97 m (36 ft 0 in)
- 全幅：12.80 m (42 ft 0 in)
- 全高：4.27 m (14 ft 0 in)
- 翼面積：28.3 m2 (305 ft2)
- 翼面荷重：176 kg/m2 (36.1 lb/ft2)
- 搭載重量：4,990 kg (11,000 lb)
- エンジン：
  - 1 × ゼネラル・エレクトリック J31 ターボジェットエンジン (1,600 lbf (7.1 kN)
  - 1 × ゼネラル・エレクトリック T31 ターボプロップエンジン (1,760 hp (1,310 kW)
- 最大速度：800 km/h (497 mph, 432 kn) ※海面高度
- 巡航高度：11,900 m (39,100 ft)
- 上昇率：24.64 m/s (4,850 ft/min)

- 武装：
  - AN/M2 0.50 in(12.7 mm)機銃×4（主翼内）